# Зимненський Святогірський Успенський монастир (срібна монета)
«Зи́мненський Святогі́рський Успен́ський монасти́р» — пам'ятна срібна монета номіналом 20 гривень, випущена Національним банком України, присвячена Зимненському Святогірському Успенському монастирю, заснованому за часів Київської Русі. Головною будівлею монастиря є Успенський собор (1495 рік).
Монету введено в обіг 30 червня 2010 року. Вона належить до серії «Пам'ятки архітектури України».

## Опис монети та характеристики
| Номінал грн. | Метал            | Маса, г      | Діаметр, мм | Якість виготовлення | Гурт                           | Тираж, штук |
| ------------ | ---------------- | ------------ | ----------- | ------------------- | ------------------------------ | ----------- |
| 20           | срібло 925 проби | 62,2 / 67,25 | 50,0        | пруф                | гладкий із заглибленим написом | 5 000       |

### Аверс
На аверсі монети розміщено: малий Державний Герб України, написи півколом — «НАЦІОНАЛЬНИЙ БАНК УКРАЇНИ» (угорі), рік карбування монети «2010» і номінал «ДВАДЦЯТЬ ГРИВЕНЬ» (унизу); зображено центральну частину чудотворної ікони в окладі, яку підтримують ангели. Під зображенням ікони — стилізований напис «ЗИМНЕНСЬКА ІКОНА ПРЕСВ. БОГОРОДИЦІ». Елементи оздоблення ікони: 3 діаманти загальною масою не менше ніж 0,015 карата, 2 сапфіри оранжеві загальною масою не менше ніж 0,012 карата, локальна позолота, вміст золота в чистоті не менше ніж 0,00068 г.

### Реверс

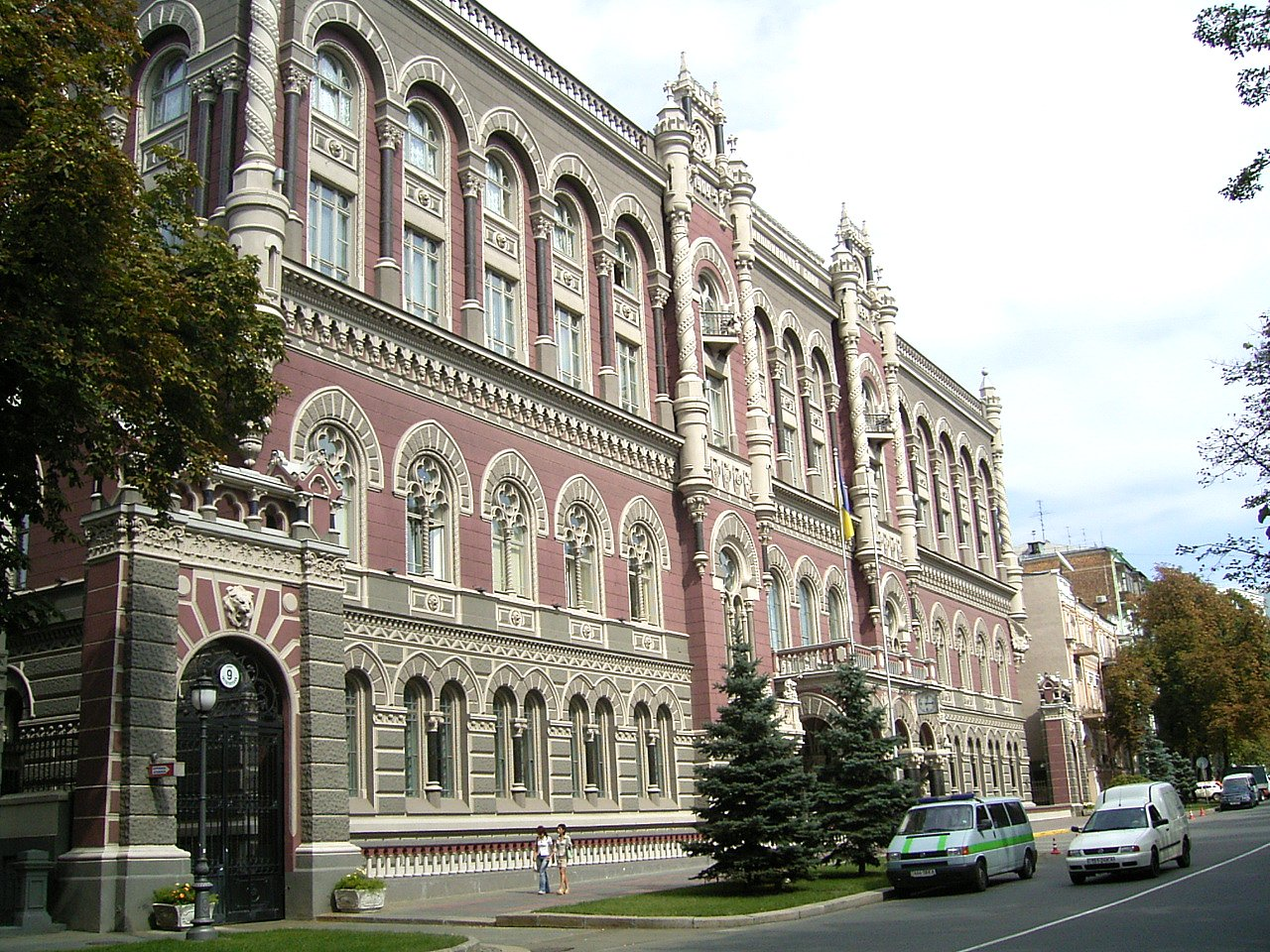
Будівля Національного банку України

На реверсі монети зображено на пагорбі будівлі монастиря, угорі півколом розміщено стилізований напис «ЗИМНЕНСЬКИЙ СВЯТОГІРСЬКИЙ УСПЕНСЬКИЙ МОНАСТИР», унизу на рельєфному тлі — село Зимне, Волинь.

## Автори
- Художники: Таран Володимир, Харук Олександр, Харук Сергій. (аверс), Кочубей Микола (реверс).
- Скульптори: Чайковський Роман, Дем'яненко Володимир.

## Вартість монети
Ціна монети — 1315 гривень була вказана на сайті Національного банку України в 2014 році.
Фактична приблизна вартість монети з роками змінювалася так:
| Рік        | 2011  | 2012  | 2013  | 2014  | 2015  | 2016  | 2017  | 2018  | 2019  | 2020  | 2021  | 2022  | 2023   | 2024   | 2025   |
| ---------- | ----- | ----- | ----- | ----- | ----- | ----- | ----- | ----- | ----- | ----- | ----- | ----- | ------ | ------ | ------ |
| Ціна, грн. | 1 300 | 3 000 | 3 000 | 2 600 | 4 600 | 5 450 | 5 000 | 5 200 | 4 700 | 4 400 | 5 800 | 5 600 | 10 800 | 17 000 | 18 500 |